# Рик Росс
Уильям Леонард Робертс II (англ. William Leonard Roberts II; род. 28 января 1976, Кларксдейл, Миссисипи), более известный под сценическим псевдонимом Рик Росс (англ. Rick Ross) — американский хип-хоп-исполнитель. Создатель звукозаписывающего лейбла Maybach Music Group.

## Ранние годы жизни
Уильям Леонард Робертс II родился в Кларксдейле, штат Миссисипи, и вырос в Кэрол-Сити, штат Флорида. После окончания средней школы Майами Кэрол Сити, он учился в исторически чёрном Государственном университете Олбани по футбольной программе. Робертс работал полицейским в исправительной колонии в течение 18 месяцев с декабря 1995 года до своего увольнения в июне 1997 года.

## Музыкальная карьера

### Начало карьеры
В первые годы работы на Suave House Records Робертс сначала выступал под псевдонимом Teflon Da Don. Он дебютировал в песне «Ain’t Shhh to Discuss» на единственном альбоме Эрика Сермона для DreamWorks, Def Squad Presents Erick Onasis. В середине 2000-х годов он сменил свой псевдоним на Рик Росс. Свое сценическое имя он позаимствовал у бывшего наркобарона «Freeway» Рика Росса, к которому он не имеет никакого отношения.
После подписания контракта с Suave House Records, бывшим лейблом рэп-дуэта 8Ball & MJG, он подписал контракт с Slip-n-Slide Records, который с 2006 года входит в состав лейбла Def Jam. Будучи подписанным на Slip-n-Slide, Робертс гастролировал с коллегой-рэпером Trick Daddy и выступал в качестве гостя на других альбомах Slip-n-Slide.

### 2006—2008:Port of MiamiиTrilla
Его дебютный альбом Port of Miami был выпущен в августе 2006 года и дебютировал на первом месте в американском чарте Billboard 200 с продажами в 187 000 единиц за первую неделю. Кристиан Хоард из журнала Rolling Stone предсказал, что это будет «самый громкий рэп альбом лета». Вторым синглом стала песня «Push It», семплирующая «Scarface (Push It to the Limit)», тематическую песню из гангстерского фильма «Лицо со шрамом». Музыкальное видео на песню «Push It» было снято по мотивам фильма. За это время Росс выступил в качестве гостя на двух синглах с дебютного альбома DJ Khaled Listennn... the Album: «Born-N-Raised» и «Holla at Me». Port of Miami был удостоен золотой сертификации от Ассоциации звукозаписывающей индустрии Америки 8 ноября 2006 года.
В марте 2008 года вышел его второй альбом Trilla, который, как и его предшественник Port of Miami, дебютировал на вершине Billboard 200. Ведущий сингл «Speedin'» при участии R. Kelly занял 21 место в американском Billboard Bubbling Under Hot 100 Singles; следующий сингл «The Boss» при участии T-Pain занял 17 место в Hot 100. В записи третьего сингла «Here I Am» приняли участие Нелли и Эйвери Сторм. В своём рейтинге «Самые горячие МС в игре» 2008 года MTV News поместил Росса на четвёртое место из десяти рэперов. Четвёртый сингл «This Is The Life» при участии Трея Сонгза был выпущен в июле.

### 2009:Deeper Than Rap
Третий студийный альбом Deeper Than Rap вышел в апреле 2009 года. Пластинка так же дебютировала на первом месте Billboard 200. С альбома было выпущено 4 сингла, два из них, «Magnificent» при участии Джона Ледженда и «Maybach Music 2» при участии Канье Уэста, T-Pain и Lil Wayne, попали в Hot 100.

### Конфликты с другими исполнителями
В конце января 2009 года Росс начал биф с 50 Cent, добавив в свою песню «Mafia Music» провокационные строки, обвиняющие 50 cent в причастности к пожару в доме его бывшей супруги.
50 Cent ответил диссом «Officer Ricky», где намекал на прошлое Рика Росса, когда он работал офицером в одной из тюрем.
А в видеоклипе «In Cold Blood», снятом на последний трек с альбома Deeper Than Rap, Рик Росс пошёл ещё дальше, похоронив 50 Cent в прямом смысле этого слова.
29 сентября 2012 года Росс подрался с другим «тяжеловесом» хип-хопа, Young Jeezy. Поводом для потасовки стало то, что Рик стал оскорблять своего конкурента во время выступления.

### Покушение
28 января 2013 года на Рика Росса было совершено покушение. Его автомобиль, на котором он утром со своей подругой возвращался из клуба, был обстрелян из ехавшей рядом машины. Уходя от погони на большой скорости, автомобиль Росса вылетел на тротуар и врезался в стену. В результате инцидента никто не пострадал.

## Дискография

### Сольные альбомы
- 2006 — Port of Miami
- 2008 — Trilla
- 2009 — Deeper Than Rap
- 2010 — Teflon Don
- 2012 — God Forgives, I Don’t
- 2014 — Mastermind
- 2014 — Hood Billionaire
- 2015 — Black Market
- 2017 — Rather You Than Me
- 2019 — Port of Miami 2
- 2021 — Richer Than I Ever Been

### Совместные альбомы
- 2009 — Custom Cars & Cycles (при уч. Triple C’s)
- 2011 — Self Made Vol. 1 (при уч. Maybach Music Group)
- 2012 — Self Made Vol. 2 (при уч. Maybach Music Group)
- 2013 — Self Made Vol. 3 (при уч. Maybach Music Group)
- 2023 — Too Good to Be True[англ.] (совместно с Миком Миллом)

### Микстейпы
- 2010 — Ashes to Ashes
- 2012 — Rich Forever
- 2012 — The Black Bar Mitzvah
- 2013 — The H (с Birdman)
- 2015 — Black Dollar
- 2015 — Renzel Remixes

### Сборники
- 2007 — Rise To Power